# Brochoneura humblotii
Brochoneura humblotii là một loài thực vật có hoa trong họ Myristicaceae. Loài này được H.Perrier mô tả khoa học đầu tiên năm 1949.